# 샤이라

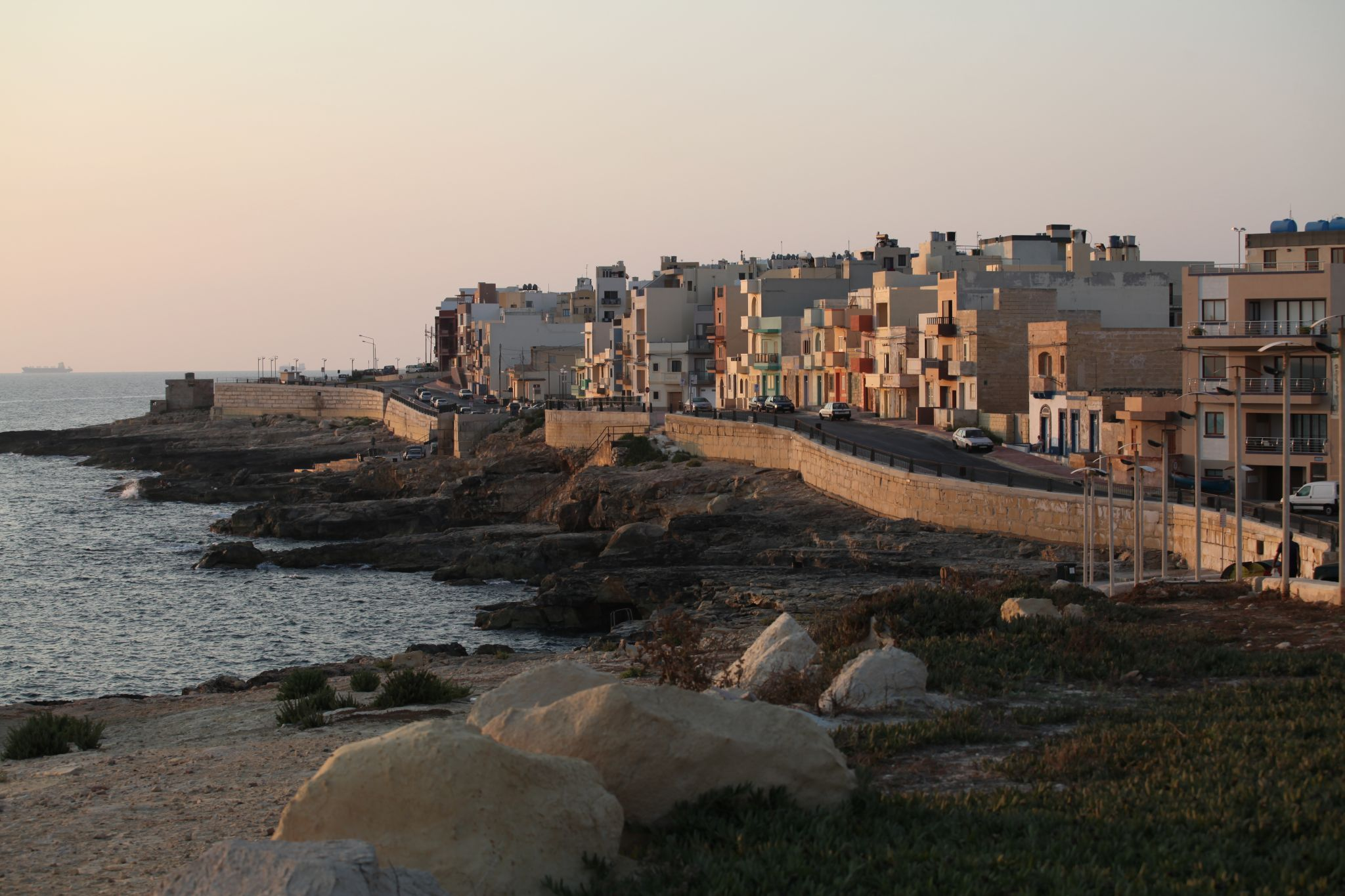
샤이라

샤이라의 위치

샤이라(몰타어: Xgħajra)는 몰타 북동부에 위치한 도시로 면적은 1.0km2, 인구는 1,275명(2008년 12월 기준), 인구 밀도는 1,300명/km2이다. 발레타와 마르사스칼라의 중간 지점에 위치한다.

시기
시 문장